# Ariel Ramírez

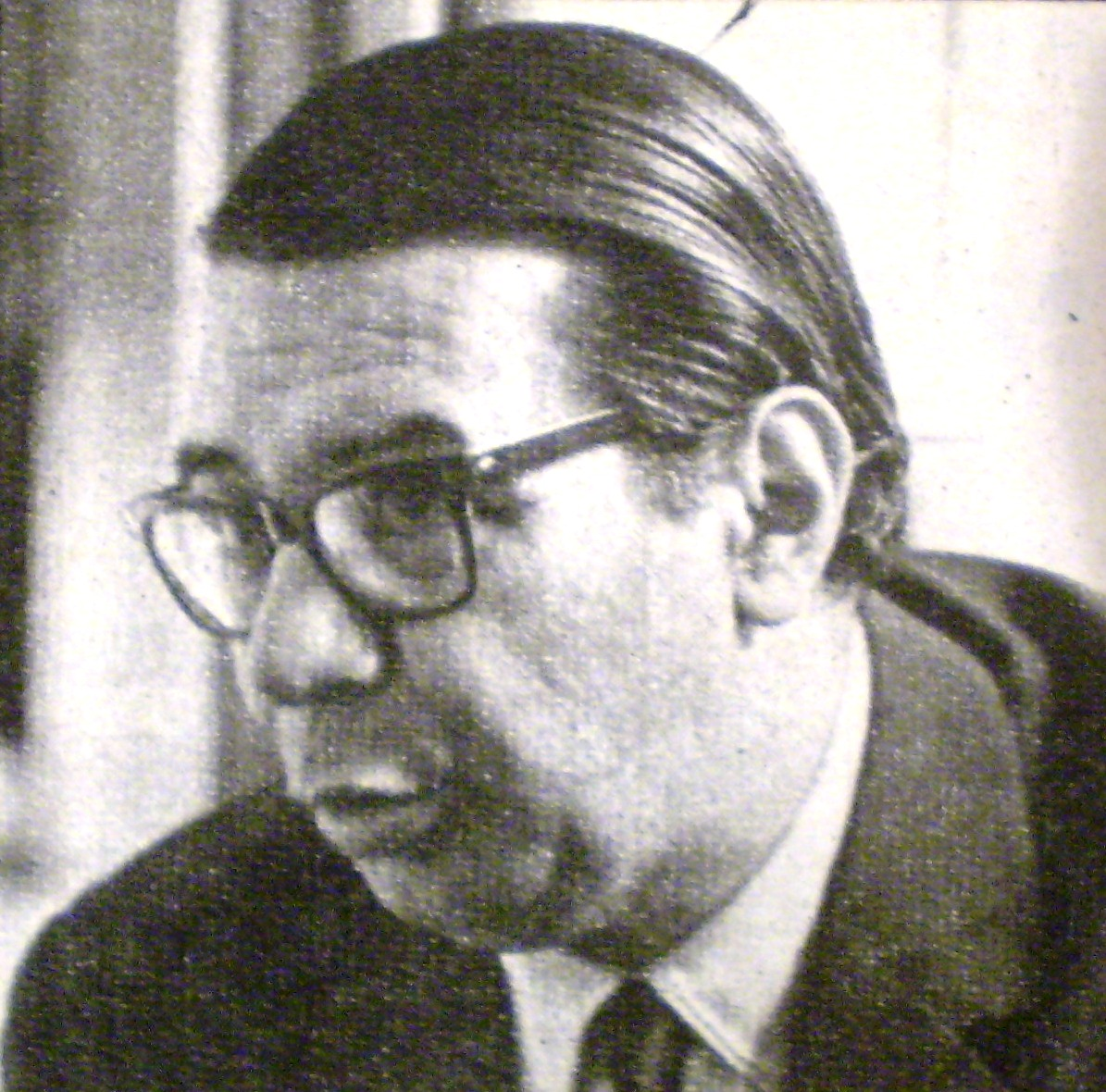
Ariel Ramírez.

Ariel Ramírez (Santa Fe, 4 september 1921 - Buenos Aires, 18 februari  2010) was een Argentijnse componist.
Hij had een grote voorliefde voor de eigen Argentijnse muziek. Toen in de jaren zestig het verbod op een mis in de volkstaal werd opgeheven, componeerde Ramírez zijn in de westerse wereld bekendste werk, de "Misa Criolla"; hierin gebruikt hij de ritmes van de indianen en van de criollos (creolen), de nakomelingen van de diverse immigranten.
Voor Ramírez was het belangrijk dat zijn muziek de Argentijnse ritmes en instrumentatie kent.

## Enkele werken
- Misa Criolla
- Navidad Nuestra
- La Peregrinación
- Los Caudillos
- Mujeres Argentinas
- Alfonsina y el Mar
- Cantata Sudamericana
- Misa por la paz y la justicia
- Santos